# David Oakes
David Oakes (Fordingbridge, 14 ottobre 1983) è un attore britannico.

## Biografia
Nel 2007 si è diplomato alla Bristol Old Vic Theatre School incominciando la propria carriera teatrale. Nel 2009 giunse il suo primo ruolo nella serie televisiva inglese Trinity, in cui interpreta la parte dello studente gay Ross Bonham. Nel 2010 ha partecipato alla serie televisiva I pilastri della Terra (2010), tratta dall'omonimo romanzo di Ken Follett, interpretando il malvagio conte William Hamleigh. Ha ricoperto il ruolo di Juan Borgia nella serie storica I Borgia della Showtime. Ha ricoperto il ruolo di Henri Bishop nel sequel de I pilastri della Terra, Mondo senza fine. Nel 2016 interpreta Ernesto II di Sassonia-Coburgo-Gotha nella serie Victoria.
È attualmente sposato, dal 2023, con l'attrice Natalie Dormer, dalla quale ha avuto una figlia nel gennaio del 2021.

## Filmografia

### Cinema
- Truth or Dare, regia di Robert Heath (2012)
- Cold Skin - La creatura di Atlantide (Cold Skin), regia di Xavier Gens (2017)
- The Garden of Evening Mists, regia di Tom Lin (2018)

### Televisione

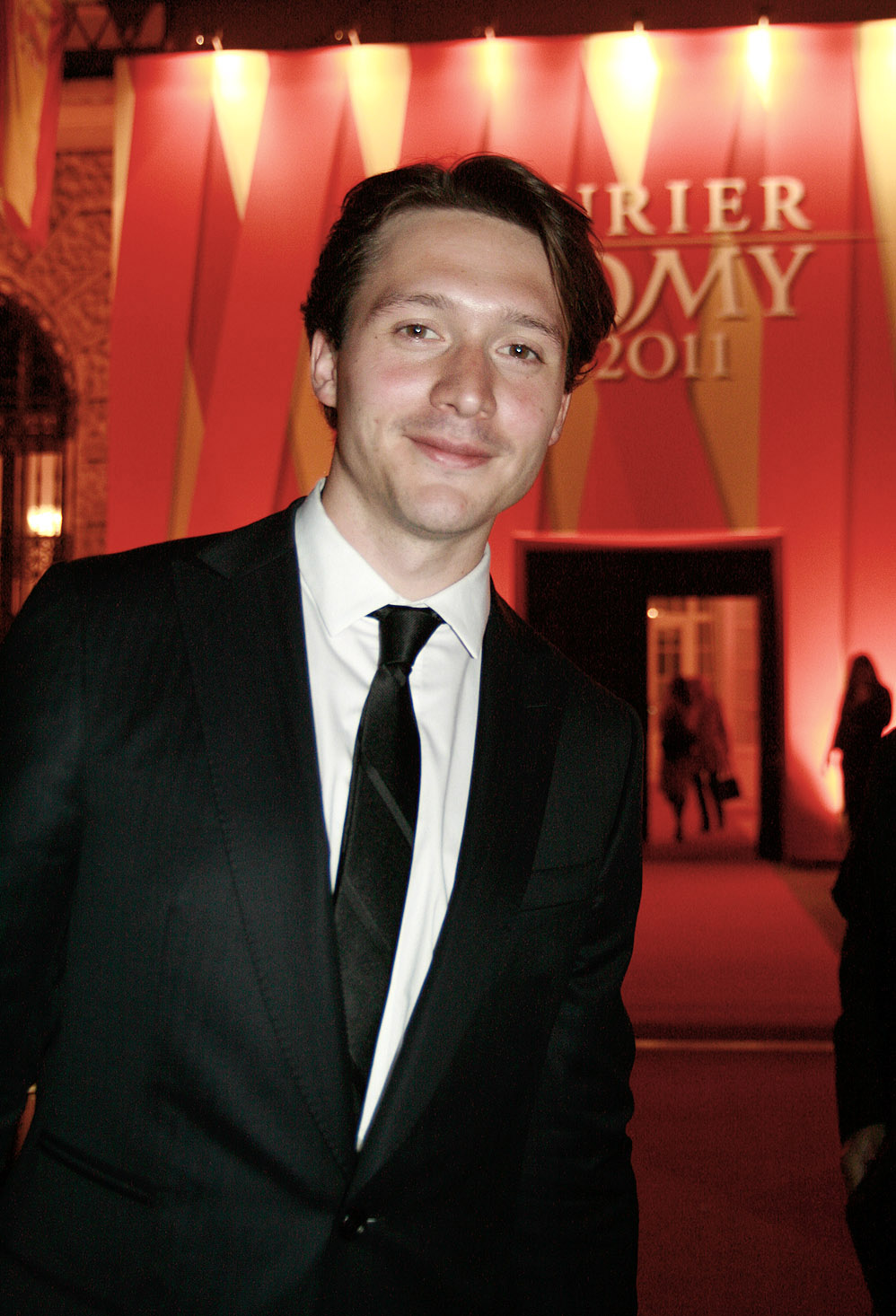
Oakes nel 2011

- Bonekickers - I segreti del tempo (Bonekickers) – serie TV, episodio 1x06 (2008)
- Walter's War, regia di Alrick Riley - film TV (2008)
- Henry VIII: Mind of a Tyrant – serie TV, episodio 1x03 (2009)
- Trinity – serie TV, episodi 1x01-1x02-1x03 (2009)
- I pilastri della Terra (The Pillars of the Earth), regia di Sergio Mimica-Gezzan – miniserie TV (2010)
- Ripper Street – serie TV, episodio 1x08 (2013)
- I Borgia (The Borgias) – serie TV, 17 episodi (2011-2012)
- Mondo senza fine (World Without End), regia di Michael Caton-Jones – miniserie TV, puntata 6 (2012)
- The White Queen, regia di James Kent, Jamie Payne e Colin Teague – miniserie TV, 7 puntate (2013)
- Disegno d'amore (Love by Design), regia di Michael Damian — film TV (2014)
- The Living and the Dead – serie TV, 3 episodi (2016)
- Il giovane ispettore Morse (Endeavour Morse) – serie TV, episodio 3x01 (2016)
- Victoria – serie TV, 15 episodi (2016-2019)
- Vikings: Valhalla – serie TV, 22 episodi (2022-2024)

## Doppiatori italiani
Nelle versioni in italiano delle opere in cui ha recitato, David Oakes è stato doppiato da:
- Francesco Pezzulli in I pilastri della Terra, The White Queen, Victoria
- Andrea Beltramo ne I Borgia
- Francesco De Marco in Vikings: Valhalla (s.1)
- Omar Vitelli in Vikings: Valhalla (s.2-3)